# 칼 에리크 만네르헤임 백작
칼 에리크 만네르헤임 백작(스웨덴어: Greve Carl Erik Mannerheim: 1759년 12월 14일-1837년 1월 15일)은 스웨덴계 핀란드 군인, 정치인이다. 핀란드 대공국의 초대 원로원 재무부원장(핀란드 총리의 전신)을 지냈다.